# Leptopsis nauta
Leptopsis nauta är en insektsart som först beskrevs av Desutter-grandcolas 1992.  Leptopsis nauta ingår i släktet Leptopsis och familjen syrsor. Inga underarter finns listade i Catalogue of Life.